# 하띠엔
하띠엔시(Thành phố Hà Tiên / 城舖河僊)는 베트남 메콩강 삼각주 지방 끼엔장성의 도시이다. 2018년 9월 11일 티싸(시사)에서 타인포(시)로 승격했다.

## 개요
하띠엔은 한월어 河僊, 河仙의 음차로 ‘강의 신령’이라는 뜻이다.
도서 지역을 제외하고 베트남 남서쪽 캄보디아와의 국경 지대에 위치한 항구 도시이다. 메콩강은 쩌우독의 빈떼 운하로 이어진다.

## 역사
한때 캄보디아의 영역이었다. 18 세기 초기에는 중국인 개척자이며, 광남국에 조공한 막끄우(鄚玖)가 개척을 한 반독립 국가였던 ‘항구국’(港口國)의 영역이었다. 18세기말 베트남의 영역이 되었다.

## 행정구역
하띠엔시는 5개의 방(坊)과 2개의 사(社)로 구성된다.

### 방
- 빈산 (Bình San / 平山)
- 동호 (Đông Hồ / 東湖)
- 미이둑 (Mỹ Đức / 美德)
- 파오다이 (Pháo Đài / 炮台)
- 또쩌우 (Tô Châu / 土珠)

### 사
- 투언옌 (Thuận Yên / 順安)
- 띠엔하이（Tiên Hải / 仙海)

## 교통
호찌민시에서 버스로 약 8시간 소요된다. 푸꾸옥섬의 함닌 항구, 탄토이 항구에서 고속선으로 약 1시간 30분 정도 소요된다.

## 같이 보기
- 푸꾸옥섬